# The Painted Bird
The Painted Bird (tschechisch Nabarvené ptáče) ist ein Filmdrama von Václav Marhoul, das am 3. September 2019 im Rahmen der Filmfestspiele von Venedig seine Weltpremiere feierte. Es handelt sich um eine Verfilmung des gleichnamigen Romans von Jerzy Kosiński (1933–1991). Im Rahmen der Verleihung des Český lev im März 2020 wurde der Film in zehn Kategorien ausgezeichnet, darunter als bester Film und Marhoul für die beste Regie. Der Kinostart in Deutschland war am 9. September 2021.

## Handlung
In einem ungenannten Gebiet des vom Zweiten Weltkrieg zerrütteten Osteuropas lebt ein kleiner Junge bei seiner alten Tante. Durch ihren Tod aufgeschreckt, setzt der Junge versehentlich das Haus in Brand und verlässt es. In der Folge erlebt er eine Reihe grausamer Begegnungen mit Ignoranz, Ausbeutung und Verderbtheit. Im ersten Dorf, das er erreicht, kauft ihn eine alte Heilerin, aber er wird später für ihr Unglück verantwortlich gemacht und in einen Fluss geworfen. Als Nächstes wird er von einem Müller und seiner Frau aufgenommen. Nachdem der Müller einem jüngeren Mann, den er beim Blickwechsel mit seiner Frau gesehen hat, die Augen ausgestochen hat, läuft der Junge davon. Er trifft auf Lekh, einen Vogelzüchter, der ihn gut behandelt. Lekh hat Sex mit einer wilden Frau, die später von den Frauen des Dorfes brutal mit einer Flasche vergewaltigt wird, weil sie auch Sex mit deren Söhnen hatte. Der Junge geht weg.
Der Junge findet ein zahmes Pferd mit einem gebrochenen Bein und bringt es in das nächste Dorf, wo ein Dorfbewohner es tötet. Kosaken-Kavallerie-Korps zwingen die Dorfbewohner, ihn an die Deutschen auszuliefern, da sie ihn als Juden identifiziert haben. Der deutsche Soldat, der mit der Hinrichtung des Jungen beauftragt ist, lässt ihn frei. Später wird er von SS-Wachen aufgegriffen und in eine Stadt gebracht, wo er vor der Hinrichtung gerettet wird. Ein örtlicher Priester nimmt ihn auf, bringt ihn aber bei einem Mann namens Garbos unter, der sich als Pädophiler erweist. Der Junge verursacht Garbos' grausamen Tod, indem er ihn in eine Grube voller Ratten stürzen lässt. Nach dem Tod des wohlmeinenden Priesters hat sein Nachfolger keine Verwendung mehr für den Jungen und so wird dieser aus der Stadt vertrieben.
Der Junge wird dann von Labina aufgenommen. Als deren älterer Ehemann stirbt, überredet sie den Jungen, sexuelle Handlungen an ihr vorzunehmen, schlägt ihn, wenn er versagt, und verhöhnt seine Unzulänglichkeit, indem sie Sex mit einer Ziege simuliert. Später rächt sich der Junge, indem er die Ziege tötet und ihren Kopf durch Labinas Fenster wirft, bevor er davonläuft.
Der Junge kommt erneut mit der Roten Armee in Kontakt. Einer der sowjetischen Offiziere, ein Scharfschütze namens Mitka, beschließt, sich vorübergehend um ihn zu kümmern. Der Junge beobachtet, wie Mitka mehrere Einheimische als Vergeltung für einen Angriff auf russische Soldaten tötet. Als die Russen abziehen, schicken sie den Jungen in ein Waisenhaus, wo er ein Einzelgänger ist und immer wieder versucht zu fliehen. Er wird von einem antisemitischen Ladenbesitzer verprügelt, den er aus Rache mit einer Pistole, die ihm Mitka geschenkt hat, erschießt. Ein Mann namens Nikodém kommt in das Waisenhaus, begrüßt den Jungen unter Tränen als seinen Sohn und nimmt ihn mit nach Hause. Der Junge weigert sich zu sprechen. Nikodém versucht zu erklären, warum sie ihn zu seiner Tante geschickt haben, und der Junge protestiert wütend. Er fragt ihn, ob er sich wenigstens an seinen Namen erinnere, aber der Junge antwortet nicht. Auf der Fahrt mit dem Bus nach Hause schläft Nikodém ein. Sein Sohn bemerkt eine Nummer, die auf den Arm seines Vaters tätowiert ist, und schreibt mit dem Finger seinen Namen, Joska, an das Busfenster. 

## Produktion

### Literarische Vorlage

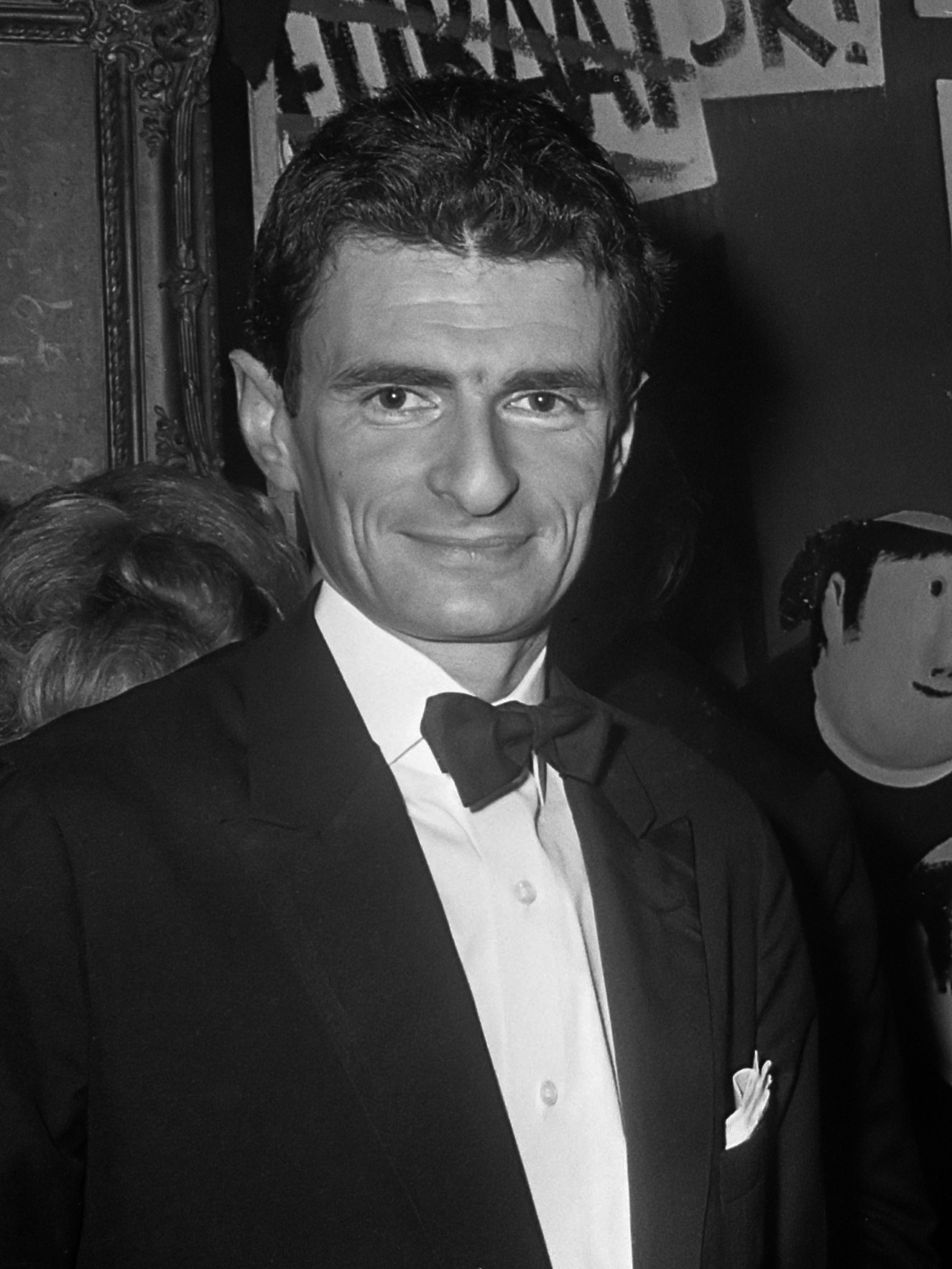
Der Film basiert auf dem Roman The Painted Bird von Jerzy Kosiński

Der Film basiert auf dem Roman The Painted Bird des polnisch-jüdischen Schriftstellers Jerzy Kosiński aus dem Jahr 1965, der 2011 in einer deutschen Übersetzung von Herbert Roch unter dem Titel Der bemalte Vogel veröffentlicht wurde.
In seinem Roman erzählt Kosiński von einem jüdischen Kind, das bei einem polnischen Katholiken Unterschlupf findet. Er stellt dabei die Menschen vom Land in Polen als primitive Dorfbewohner vor, die von den niedrigsten sexuellen Instinkten geleitet werden. Letztlich lässt der Knabe einmal beim Aushelfen als Messdiener in der Kirche, von Prügeln, nässenden Wunden, Hunger und Angst geschwächt, das Messbuch fallen, woraufhin er gepackt und in die Jauchegrube geschleudert wird. Hierauf beschließt er, sich ab sofort mit dem Bösen zu verbünden. So erzählt der Roman von der wachsenden Rohheit und der moralischen Verwahrlosung des Knaben. Kosiński erzählt im Roman nach eigenen Angaben seine eigene Lebensgeschichte, immer wieder war ihm jedoch vorgeworfen worden, er habe keine Autobiografie geschrieben, sondern eine sadistische Monstrosität nach der anderen erzählt und die in dem Buch beschriebene Gewalt nicht selbst erlebt. Hierzu habe er sich auf Sekundärliteratur gestützt, mit anderen Worten, er habe gelogen. Unter dem Druck der Vorwürfe nannte Kosiński sein Buch in einer späteren Auflage „autofiction“. Im Jahr 1991 beging der Schriftsteller Selbstmord.

### Stab, Filmtitel und Förderungen
Regie führte Václav Marhoul, der zudem das auf Kosińskis Roman basierende Drehbuch schrieb. Der Buch- und Filmtitel The Painted Bird bezieht sich auf eine Begebenheit, als der Junge bei dem alten Vogelfänger Lekh unterkommt. Als dieser einfach zum Spaß einen schwarzen Vogel mit weißer Farbe anmalt und ihn dann wieder zu seinem Schwarm am Himmel entlässt, wird er von seinen Artgenossen augenblicklich in der Luft zu Tode zerpflückt, weil sie ihn für einen Feind halten. Im Interview mit Radio Dixie erklärte Marhoul, auch wenn dieser von der gleichen Art ist, sehe er einfach anders aus, und auch der Junge in der Geschichte sehe anders aus als alle anderen. Der Regisseur will The Painted Bird nicht als einen Film über den Holocaust oder einen Kriegsfilm verstanden wissen. Der Film ist in Kapitel eingeteilt, die nach den Erwachsenen heißen, die dem kleinen Joska ein Dach über dem Kopf gewähren, auf ihn aufpassen, aber auch misshandeln.
Der Film erhielt eine Förderung vom Tschechischen Staatsfonds der Kinematografie und von Creative Europe Media. Der Tschechische Film förderte das Projekt mit 992.308 Euro. Das polnische Filminstitut hatte eine Finanzierung zweimal abgelehnt.

### Besetzung und Dreharbeiten

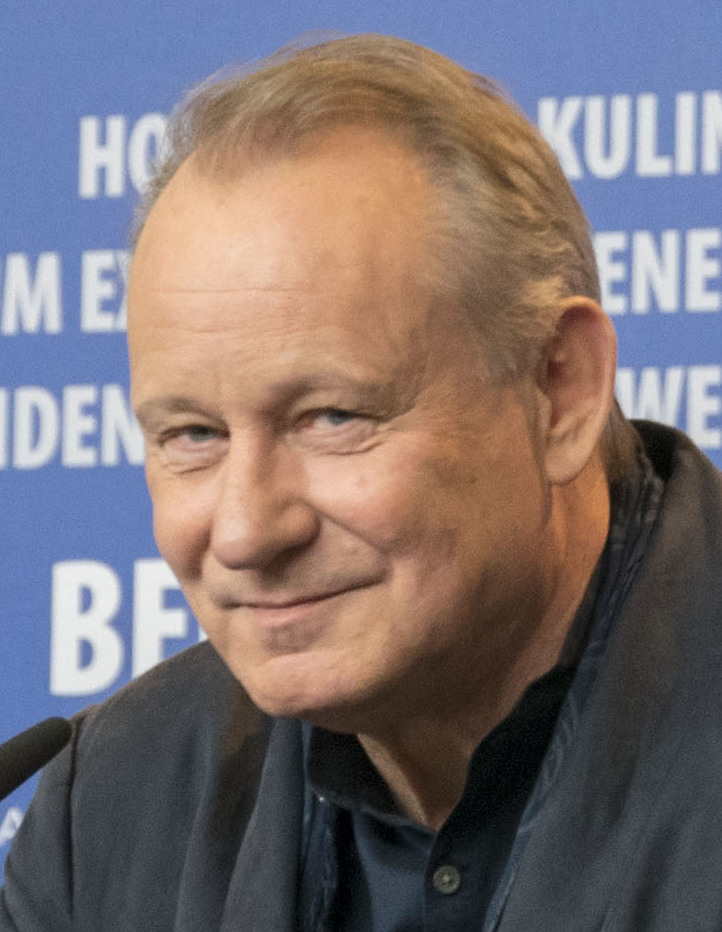
Stellan Skarsgård spielt Hans

Petr Kotlár spielt den namenlosen jüdischen Streuner, der im Abspann nur als Junge ausgewiesen ist. Marhoul drehte den Film über mehrere Jahre, so dass man Kotlár im Laufe des Films altern sehen kann. Ala Sokolova spielt die wandernde Schamanin Olga, der deutsche Schauspieler Udo Kier den psychotischen Müller, Tim Kalkhof einen SS-Offizier, Harvey Keitel den katholischen Priester und Julian Sands Garbos, eines der Mitglieder seiner Kirchengemeinde. Barry Pepper übernahm die Rolle des russischen Soldaten (Heckenschütze Mitka), Lech Dyblik spielt den gutherzigen alten Vogelfänger Lekh, Jitka Čvančarová die Nymphomanin Ludmila. Der Schauspieler Alexei Krawtschenko übernahm die Rolle des Offiziers Gavrila, mit dem sich der Junge in einem sowjetischen Armeelager anfreundet. Stellan Skarsgård spielt den guten deutschen Soldaten Hans. In weiteren Rollen sind Nina Schunewytsch als Bäuerin Marta und Petr Vaněk als Nikodem zu sehen. Die meisten Dialoge werden in einem erfundenen slawischen Esperanto, Interslawisch gesprochen, aber auch ein wenig Tschechisch, Russisch und Deutsch.
Die Dreharbeiten fanden an 105 Drehtage im Frühjahr 2018 in Volyn in der Ukraine, in Prag, im polnischen Świebodzice (Dolnośląskie) und in der Slowakei statt. Als Kameramann fungierte Vladimír Smutný, der den Film in Schwarzweiß im 35-mm-Format drehte. Das Szenenbild schuf Jan Vlasák, die Kostüme stammen von Helena Rovná.

### Veröffentlichung
Der Film feierte seine Weltpremiere bei den Filmfestspielen von Venedig 2019, wo er im Wettbewerb um den Goldenen Löwen konkurrierte. Am 12. September 2019 startete er in Tschechien und am 19. September 2019 in der Slowakei in den Kinos. Im September 2019 wurde der Film beim Toronto International Film Festival im Rahmen der Special Presentations gezeigt. Anfang Oktober 2019 wurde er beim London Film Festival und hiernach beim Internationalen Filmfestival Warschau und beim Film Festival Cologne vorgestellt. Anfang November 2019 wurde er beim Minsk International Film Festival „Listapad“ im offiziellen Hauptwettbewerb gezeigt. Am 27. März 2020 sollte er in die Kinos im Vereinigten Königreich kommen. Im September 2020 wird er beim International Film Festival Piešťany gezeigt. Der Kinostart in Deutschland erfolgte am 9. September 2021. Hier erhielt der Film von der FSK keine Jugendfreigabe. Am 6. Mai 2022 wurde er in Deutschland auf Blu-ray und DVD veröffentlicht. Im Abspann des von Prime Video angebotenen Film wird erwähnt, dass "The Jerzy Kosinski Archives" im Spertus Institute for Jewish Learning and Leadership untergebracht ist.

## Rezeption

### Kritiken
Der Film konnte bislang 82 Prozent der Kritiker bei Rotten Tomatoes überzeugen und erreichte hierbei eine durchschnittliche Bewertung von 7,5 der möglichen 10 Punkte. Auf Metacritic erhielt der Film einen Metascore von 72 von 100 möglichen Punkten. Im IndieWire Critics Poll 2020 landete The Painted Bird unter den internationalen Filmen auf dem 9. Platz.
Guy Lodge von Variety meint, die Schwarz-Weiß-Aufnahmen in 35 mm zeichneten eine Welt, die von klaren Gegensätzen zwischen Gut und Böse geprägt sei. The Painted Bird zeige eine kriegszerlumpte Gesellschaft, in der alle Überlebenden zu namenlosen, animalischen und gefühllosen Wesen reduziert seien.

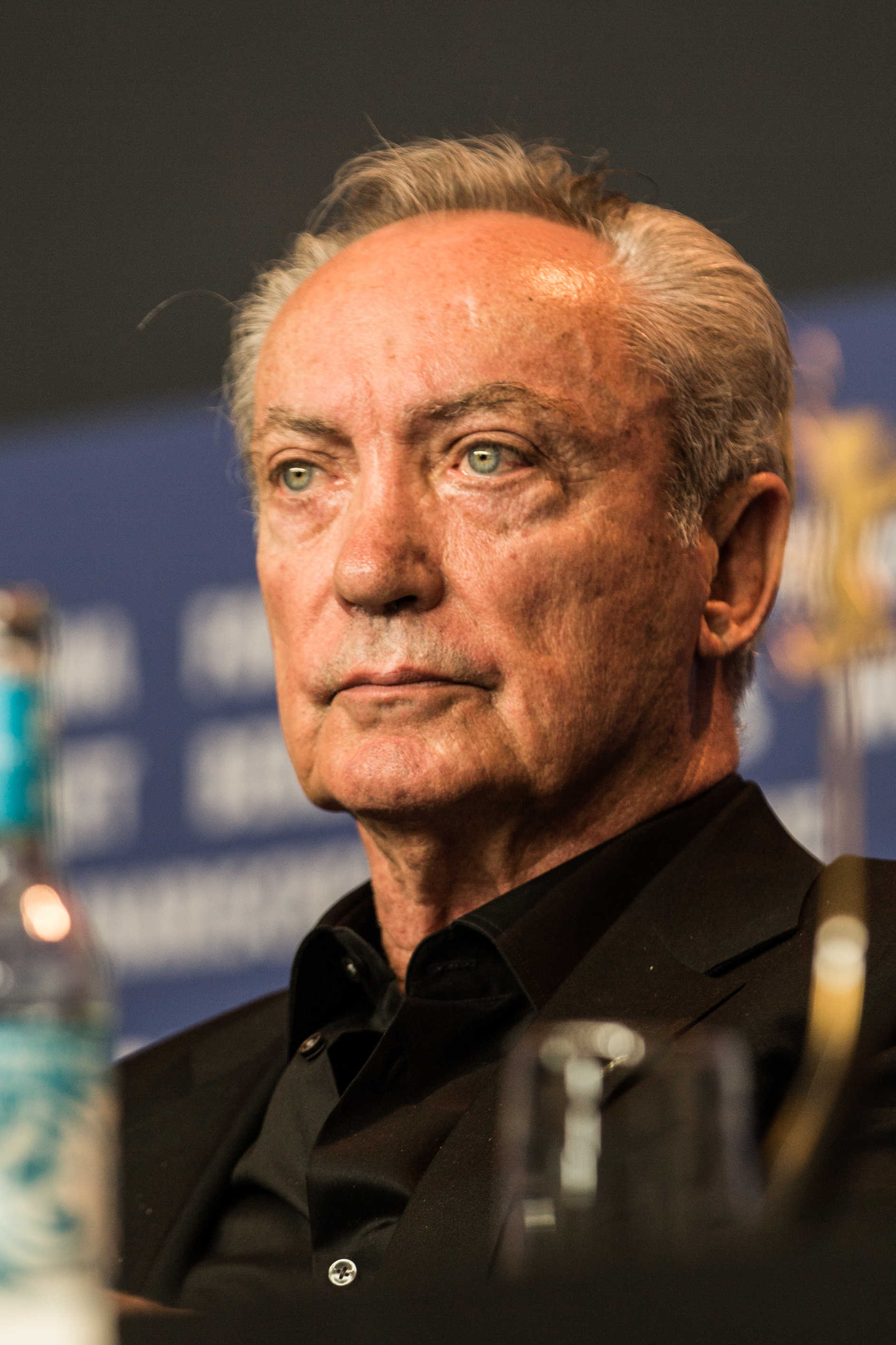
Udo Kier spielt den Müller, einen von Joskas Peinigern

Deborah Young von The Hollywood Reporter schreibt, der mutige junge Held werde sowohl von Männern als auch von Frauen missbraucht. Zwar werde er erst von einem kranken alten Priester vor der Gestapo gerettet, doch der Pädophile Julian Sands, in dessen Fängen er landet, quäle ihn unerbittlich. Glücklicherweise zeige Marhoul die schlimmste Gewalt nicht direkt oder lasse diese im Hintergrund geschehen, wodurch er der Phantasie des Betrachters freien Lauf lasse. Einige der Schwarz-Weiß-Aufnahmen vom Ödland des zerstörten Osteuropas erinnern Young an sowjetische Meisterwerke des Grauens wie Andrei Tarkovskys Andrej Rubljow oder Elem Klimovs Komm und sieh. Die Entscheidung für Schwarz-Weiß-Aufnahmen im 35-mm-Format bringe  Tiefe in die oft freudlosen Bilder, die gelegentlich durch Feuer und Schneestürme beleuchtet werden, und Szenenbildner Jan Vlasák erwecke die Dörfer mit ihren strohgedeckten Hütten und Steinkirchen mit der Lebendigkeit einer Fabel zum Leben, so Young.
Michael Meyns schreibt, es seien grausame Bilder von größter stilistischer Strenge, mit denen Marhoul das Leiden des jungen Joska zeigt: „Wenn es Marhoul darum ging, die Grauen des Krieges so realistisch wie nur irgend möglich abzubilden, muss man ihm größten Erfolg bescheinigen.“ Ähnlich wie Elem Klimows Klassiker Komm und sieh sei es auch in The Painted Bird eines der schwächsten Glieder der Gesellschaft, das den Grauen des Krieges besonders hilflos ausgeliefert ist, so Meyns, der große Unterschied sei, dass Marhoul seinem Protagonisten ein erstaunlich hoffnungsvolles Ende gönnt.
Christoph Petersen von Filmstarts denkt, das Grauen im Film sei viel zu meisterhaft und atemberaubend inszeniert, als dass man sich ihm einfach so entziehen könne und resümiert: „Ein Film, der einem den Glauben an die Menschheit nicht nur austreibt, sondern ihn in den allerschönsten Schwarz-Weiß-Bildern, die man sich überhaupt nur vorstellen kann, regelrecht zertrümmert, zerhackt, zerfickt und dann auch noch die Überreste verbrennt.“ Ob man das sehen will oder nicht, müsse jeder selbst entscheiden, so Petersen, aber kalt lassen werde der Film wohl niemanden.
Andreas Busche schreibt im Tagesspiegel, man durchschaue das Spiel mit den Erwartungen sehr schnell, und so sei klar, welches Schicksal dem Sohn des von Harvey Keitel gespielten Priesters blüht, als sich der Junge in dem leeren Brunnen mit Hunderten von Ratten befindet. Der Regisseur lasse kaum Zweifel daran, wie das Kapitel enden wird, doch dieses Muster über drei Stunden durchzuziehen, erzeuge nur Redundanz. In seiner Weltsicht bleibe Marhoul unfähig, den Menschen einen Rest Würde zu lassen.

### Auszeichnungen (Auswahl)
Der Film wurde von Tschechien als Beitrag für die Oscarverleihung 2020 in der Kategorie Bester Internationaler Film eingereicht und Mitte Dezember 2019 von der Academy of Motion Picture Arts and Sciences auf die Shortlist in dieser Kategorie gesetzt. The Painted Bird gelangte nicht unter die letztlich fünf nominierten Filme.

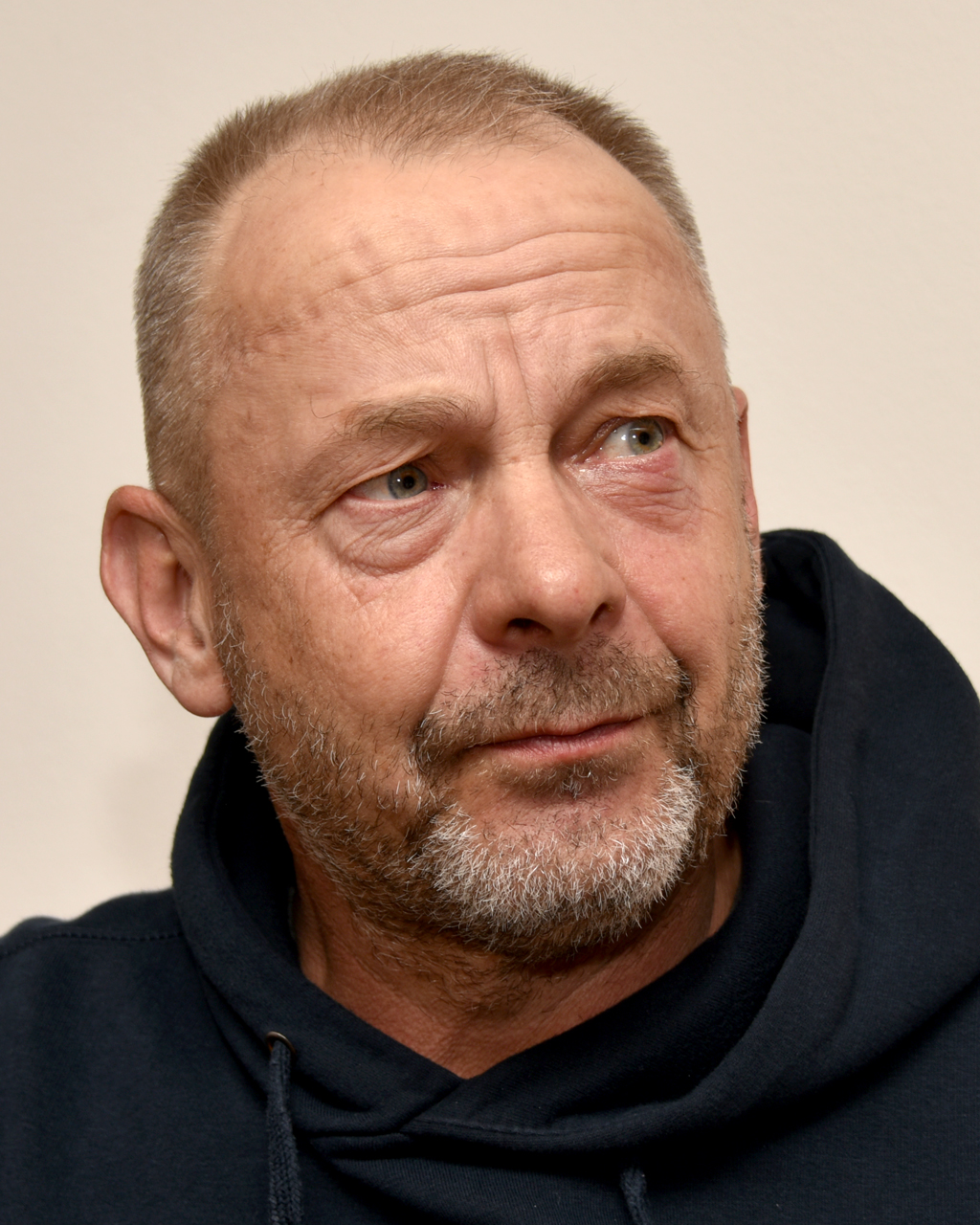
Regie führte Václav Marhoul

Alliance of Women Film Journalists Awards 2020
- Nominierung als Bester nichtenglischsprachiger Film[27]

Belgrade International Film Festival 2020
- Auszeichnung für die Beste Regie (Václav Marhoul)[28]

Boston Society of Film Critics Awards 2020
- Runner-up als Bester nicht-englischsprachiger Film (Václav Marhoul)[29]

Camerimage 2019
- Auszeichnung mit dem Bronzenen Frosch (Vladimír Smutný)
- Auszeichnung mit dem FIPRESCI-Preis[30][31][32][33]

Český lev 2020
- Auszeichnung als Bester Film (Václav Marhoul)
- Auszeichnung für die Beste Regie (Václav Marhoul)
- Auszeichnung für die Beste Kamera (Vladimír Smutný)
- Auszeichnung für den Besten Schnitt (Luděk Hudec)
- Auszeichnung für den Besten Sound (Pavel Rejholec)
- Auszeichnung für das Beste Bühnenbild (Jan Vlasák)
- Auszeichnung für die Besten Kostüme (Helena Rovná)
- Auszeichnung für das Beste Make-up und Hairstyling (Ivo Strangmüller)
- Auszeichnung für Extraordinary Audiovisual Achievement (Václav Marhoul)
- Auszeichnung für das Beste Filmplakat (Roman Mrázek)
- Nominierung für das Beste Drehbuch (Václav Marhoul)
- Nominierung als Bester Hauptdarsteller (Petr Kotlár)
- Nominierung als Beste Nebendarstellerin (Jitka Čvančarová)[34][35]

Český lev 2022
- Auszeichnung in der Kategorie Extraordinary Audiovisual Achievement (Václav Marhoul)[36]

Chicago International Film Festival 2019
- Nominierung als Bester Spielfilm im internationalen Wettbewerb (Václav Marhoul)
- Auszeichnung für die Beste Kamera (Vladimír Smutný)[37][38]

Cork Film Festival 2019
- Nominierung für den Gradam Spiorad na Féile – Spirit of the Festival Award (Václav Marhoul)[39]

Europäischer Filmpreis 2020
- Nominierung als Bester Film[40]

Internationale Filmfestspiele von Venedig 2019
- Nominierung für den Goldenen Löwen (Václav Marhoul)
- Auszeichnung  mit dem Leoncino d’Oro Award – Cinema for UNICEF (Václav Marhoul)

International Film Festival Piešťany 2020
- Nominierung im Hauptwettbewerb „Meeting Point Europe“ (Václav Marhoul)[41]

Minsk International Film Festival „Listapad“ 2019
- Nominierung für den Grand Prix Golden Listapad (Václav Marhoul)

Satellite Awards 2019
- Nominierung als Bester fremdsprachiger Film[42]